# Портрет Джиневри де Бенчі
«Портрет Джиневри де Бенчі», «Портрет Джиневри Бенчі» — рання картина італійського художника Леонардо да Вінчі, написана близько 1474—1476 років, зразок флорентійського портретного живопису пізнього кватроченто (епохи Раннього Відродження). Це жіночий портрет, на якому, як з'ясували в ХХ столітті, зображена Джиневра д'Амеріго де Бенчі, флорентійська поетеса й інтелектуалка XV століття, платонічна кохана венеційця Бернардо Бембо, який, найімовірніше, і замовив цей портрет художнику.
Це єдина картина Леонардо да Вінчі, яка перебуває за межами Європи і виставлялася на продаж у післявоєнний час. Нині вона знаходиться в Національній галереї мистецтва у Вашингтоні, до цього кілька століть вона перебувала в колекції князів Ліхтенштейна.

## Картина

### Опис
На картині майже квадратного формату зображена молода дівчина в сукні теракотового кольору з темно-синьою шнурівкою на грудях. На її плечі накинутий темно-коричневий шарф. Всупереч традиціям портрета того часу, вбрання дівчини позбавлене будь-яких прикрас, лише одна маленька перлина стягує біля горловини прозору сорочку, яка виступає з-під низького вирізу сукні. Зачіска дівчини характерна для цього періоду флорентійської моди — гладко зачесане волосся з прямим проділом і двома курчавими локонами, що обрамляють лоб. На потилиці волосся закріплене білим головним убором або стрічкою.

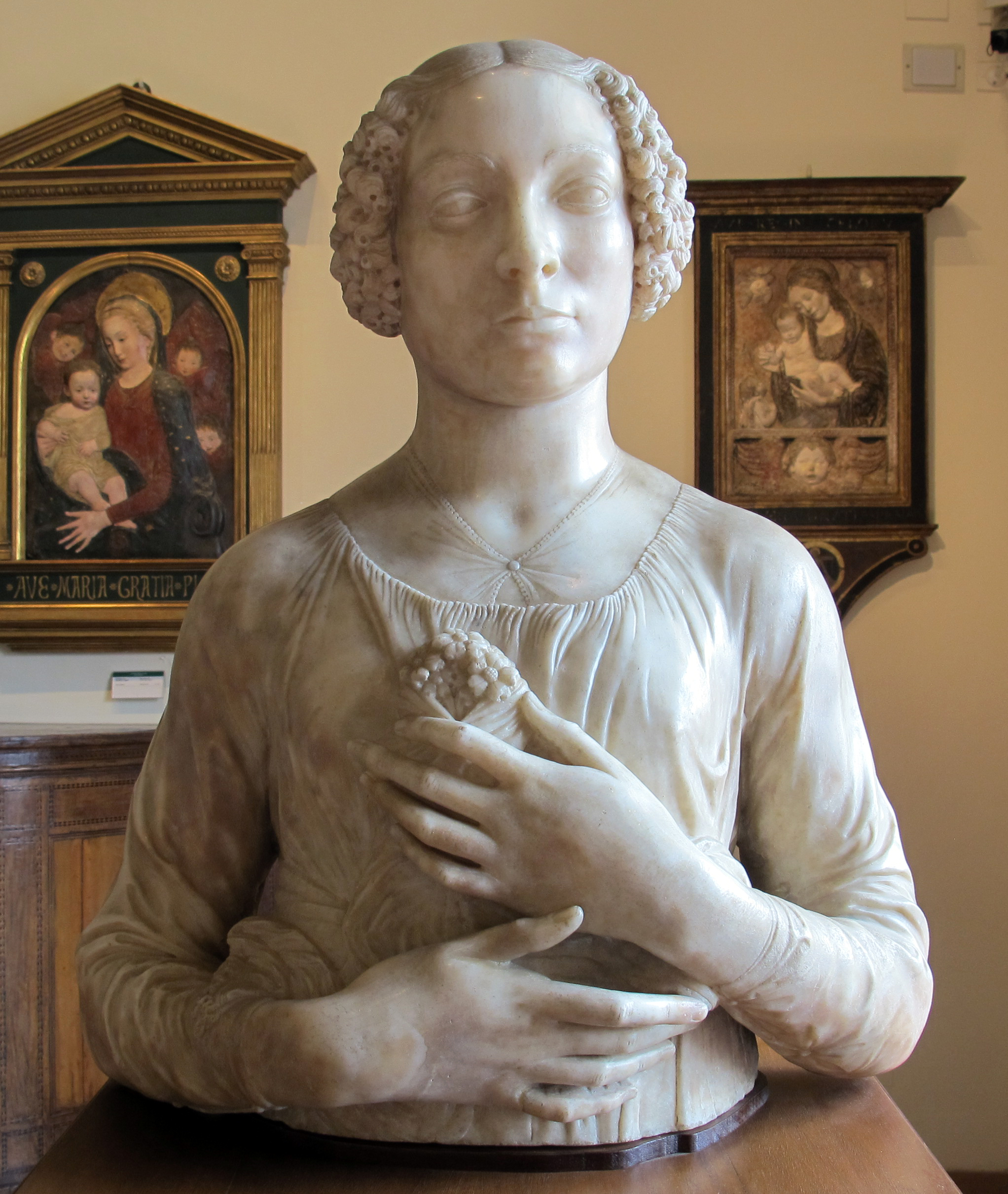
Андреа дель Верроккйо, «Портрет жінки з букетом квітів» («Флора») — ймовірно, портрет коханої Лоренцо Медічі Лукреції Донаті, бл. 1475, Національний музей Барджелло, Флоренція.

Модель зображена в три чверті в погрудному обрізі на тлі гористого пейзажу. Нижня частина портрета (ймовірно, 1⁄3 чи близько 9 см), на якій можливо були зображені руки моделі, — втрачена, через що формат картини змінився з поясного на погруддя. Як відзначають різні мистецтвознавці, портрет має композиційну схожість зі скульптурою наставника Леонардо — Верроккйо, відомою під назвою «Пані з букетом (Флора)», створеною приблизно в ті ж роки.
Бліде обличчя дівчини, — широке, з вузьким розрізом очей, — виділяється на тлі вечірнього сутінкового ландшафту з темним чагарником ялівцю на середньому плані і ставком з відблисками світла на воді — на задньому. У моделі велика голова на вузьких плечах і кругле обличчя. Структура її гладкого волосся продумано зображена у контрасті до жорстких і колючих гілок ялівцю, що оточують її обличчя своєрідним німбом, а також до прозорого, хиткого листя дерев заднього плану. Контури фігури пом'якшені за допомогою ефекту сфумато, а завдяки прийомам кьяроскуро на портреті різко контрастують ділянки світла і тіні. Порушуючи ренесансну портретну традицію Леонардо зобразив дівчину у повороті не ліворуч, а праворуч, і відповідно розташував джерело світла. Такий дзеркальний поворот звичної композиції вносить у зображення деяку невимушеність. Тонка гра світлотіні на обличчі ніби надає йому життя. Гама картини приглушена і трохи холоднувата, типова для майстра: вона досить обмежена і складається з золотистих, коричневих, темно-зелених, оливкових і голубуватих тонів.

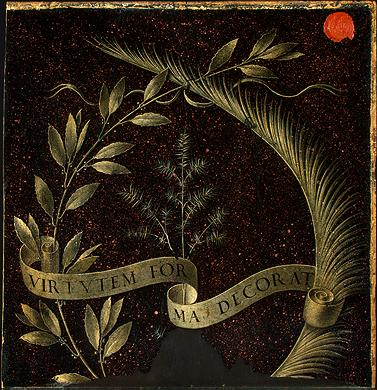
Зворотна сторона портрета.

На обороті, як це зрідка бувало в портретному жанрі того періоду, зображена емблема: вертикальна гілка ялівцю в обрамленні вінка з лаврової (символ заняття поезією) і пальмової (символ моральності і християнського співчуття) гілок. Гілки перевиті стрічкою (так званою cartiglio) з латинським motto (висловом): «Virtutem forma decorat» («Красу прикрашає чеснота»). Лавр і пальмова гілка символізують ідею тріумфу чесноти, доповнюючи перші слова латинського гекзаметра, наведеного у вислові. Фон зворотного боку візуально імітує плиту з порфіру (каменю, який цінували за його вічність, твердість і рідкісність, він був символом рідкісної і незмінної досконалості). Вивчення картини та її розчищення 1990 року показали, що вінок і стрічка на обороті, можливо, були додані пізніше, хоча остаточно це припущення не доведено.
На відміну від лицьової сторони, де втрата нижньої третини картини не так очевидна, на звороті добре видно, що малюнок тріумфального вінка внизу грубо обрізаний; втрата фарбового шару помітна також під вертикальною гілкою ялівцю. У правому верхньому куті обороту збереглася червона сургучна печатка, поставлена на картину в XVIII столітті його черговими власниками.
На лицьовій стороні при уважному розгляді помітні відбитки пальців художника, це свідчить про те, що розтушовування фарби проводилася пальцями. Картина є одним з перших експериментів італійських художників з манерою писати олією, привезеною з Нідерландів, і деякі складки на живописній поверхні показують, що автор поки не досконало володіє цією технікою.

#### Початковий формат: версії

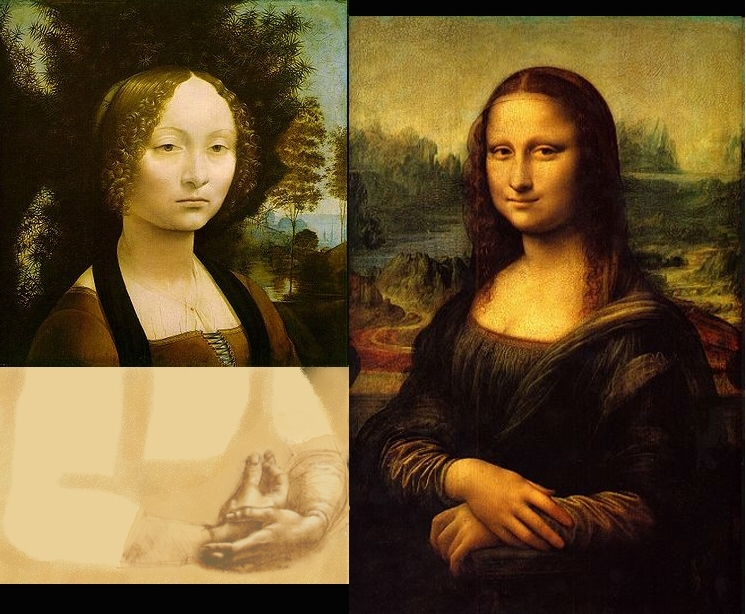
Реконструкція можливого початкового вигляду картини.

Як зазначають учені (наприклад, В. М. Гращенков), той факт, що на портреті відсутні руки, суперечить тезі Леонардо з «Трактату про живопис», де він радив писати портрети з руками, оскільки вони не менш красномовно характеризують людину, ніж обличчя, причому руки «найкраще розташовувати так, щоб одна лежала на другій».
Ця невідповідність була єдиним серйозним запереченням проти атрибуції портрета пензлю Леонардо. Але вона одразу ж спростовується тим, що картина очевидно була обрізана (можливо, через пошкодження нижньої частини вогнем, вологою або чимось іншим). Доказом цього слугує зворотний бік картини: гілки на ньому первісно утворювали вінок, тепер же зрозуміло, що нижня частина втрачена, і якщо подумки доповнити частину емблеми, якої бракує для повного кола, то отримуємо якраз достатньо простору для зображення рук.
Крім того, зберігся малюнок Леонардо срібним олівцем (колекція Віндзорського замку) цього ж періоду, де зображені жіночі руки, за своїми пропорціями та структурою надзвичайно відповідні цьому портрету. Малюнок, ймовірно, був етюдом до портрета. Ескіз дозволяє припускати, що модель могла тримати в руках квітку або прикрасу. Гращенков погоджується з тим, що цю замальовку цілком можна вважати етюдом до портрета Джиневри Бенчі.

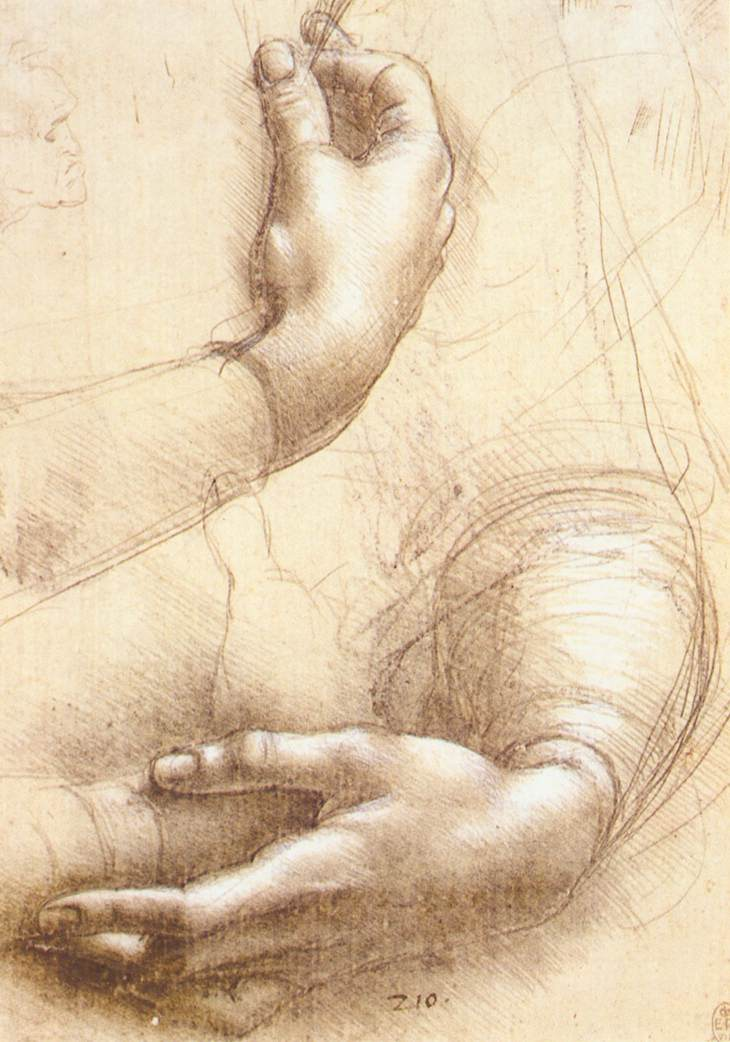
Малюнок рук з Віндзорського замку, який вважається підготовчим до «Джиневри Бенчі».

«Пошуки виразнішого мотиву, — пише він, — поєднані тут в одній композиції (як це часто практикувалося майстром в його робочих ескізах). Леонардо одночасно студіює з натури два різні жести: руку, підняту вгору, що торкається двома пальцями якоїсь прикраси на грудях (…), і руки, що спокійно покладена одна на другу. Обидва мотиви природно продовжують і завершують поворот тубула, але кожен з них пов'язаний з дуже різним розумінням портретної композиції. Перший, динамічніший мотив, отримує потім свій розвиток в „Портреті Чечилії Галлерані“, написаної Леонардо вже в Мілані, в 80-і роки. Другий вишукує класичне рішення, яке він дасть три десятиліття потому в „Джоконді“. Разом з тим віндзорський лист свідчить про те, що в своїй ранній практиці портретиста Леонардо да Вінчі виходив з творчого досвіду і художніх рішень, вироблених в майстерні Верроккйо». Таким чином, виходячи з цього ескізу, можна припустити, що задум передбачав два варіанти — один, подібний скульптурі Верроккйо, і другий — аналогічний тому, який майстер застосує в «Моні Лізі». Проте, який саме варіант був використаний в цьому портреті, однозначно сказати не можна.

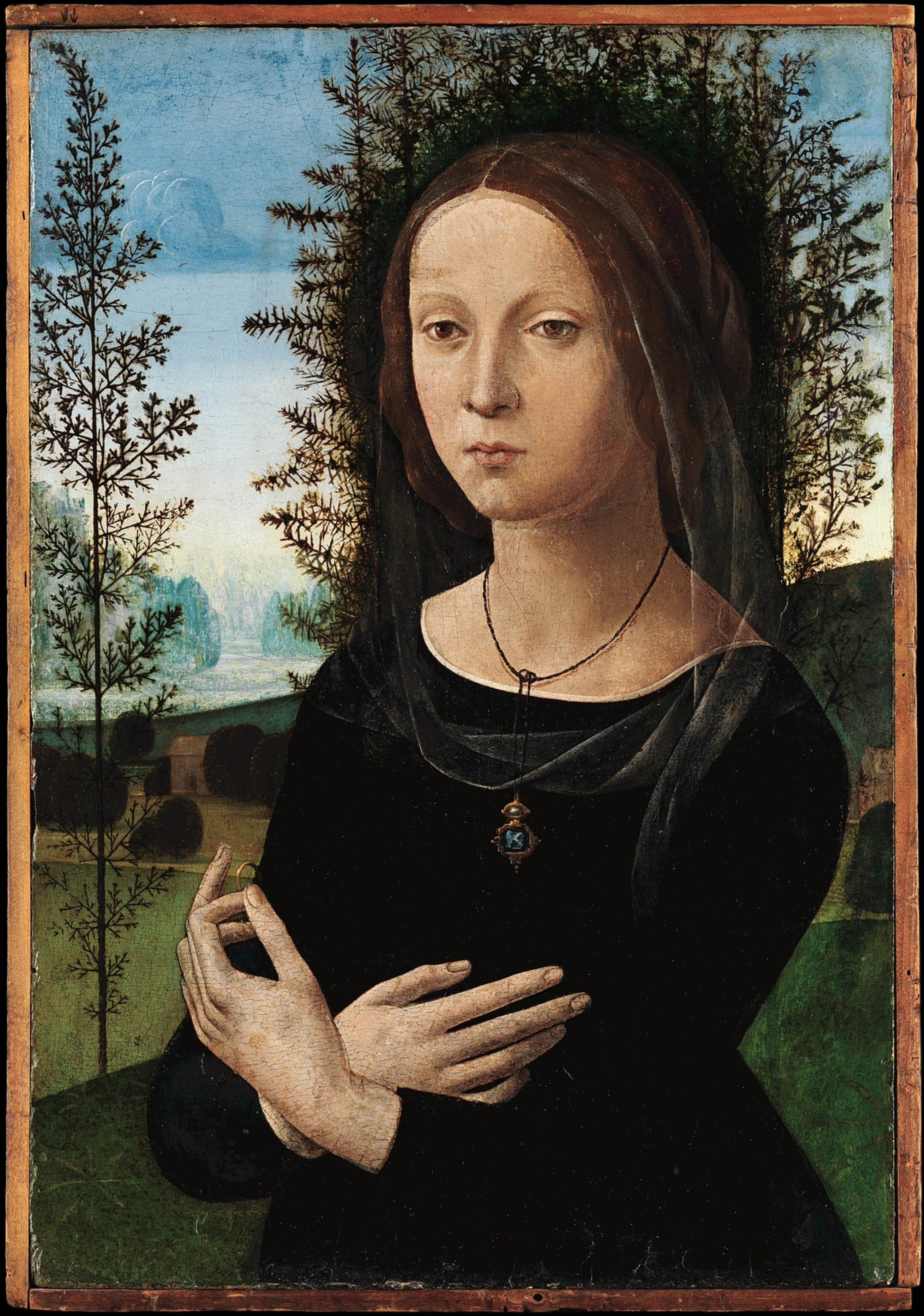
Лоренцо ді Креді, «Жіночий портрет (Джиневра ді Джованні ді Нікколо?)», бл. 1490—1500, Музей Метрополітен

Для відновлення первинного вигляду картини, окрім бюста Верроккйо і ескізу з Віндзорського замку, велику роль відіграє також жіночий портрет пензля Лоренцо ді Креді (бл. 1490—1500, музей Метрополітен) — художника, який також входив до майстерні Вероккьйо, що очевидно був створений під впливом картини Леонардо. Жінка в ньому так само зображена на тлі ялівцю, і ця подібність навіть змусила когось зробити ззаду напис GINEVRA DE AM. . . BENCI. Проте, вважається, що якщо цю жінку звали Джиневра, то, найімовірніше, це була не дочка Бенчі, а Джиневра ді Джованні ді Нікколо, дочка ювеліра, яку Лоренцо ді Креді називає духівником у своєму заповіті. Жест жінки в цій картині, що нагадує руки скульптури, для Ренесансу унікальний — вона тримає обручку — мабуть, картина пов'язана зі шлюбом. Модель на цьому портреті, на відміну від Джиневри Бенчі, дивиться праворуч. Гращенков вказує, що Лоренцо ді Креді явно наслідує роботу Леонардо, і лише дзеркально перевернув композицію картини Леонардо, щоб звично розташувати джерело світла — зліва направо. Руки на цьому портреті притиснуті до грудей в жесті, що нагадує жест в бюсті Верроккйо.

### Аналіз
Цей портрет, створений, як вважається, в перший флорентійський період Леонардо, хронологічно є його першим досвідом в царині портретного жанру. Картина виконана в момент, коли Леонардо звільнявся від учнівської залежності від мистецтва Верроккйо, тобто близько 1475 року (див. Історія розвитку італійського портрета в епоху Ренесансу). Оскільки точного датування ні картини, ні бюста Верроккйо немає, не можна однозначно сказати, чи вплинув учитель на учня, чи навпаки, вже Верроккйо черпав натхнення з самостійного творчого рішення Леонардо. (Існує також менш популярна версія, що портрет відноситься до наступного, міланського періоду, хоча вона не підкріплюється стилістичним аналізом живопису).
«Портрет Джиневри Бенчі» входить до числа робіт, за допомогою яких дослідники Леонардо відновлюють картину його ранньої художньої діяльності. Б. Р. Віппер пише:

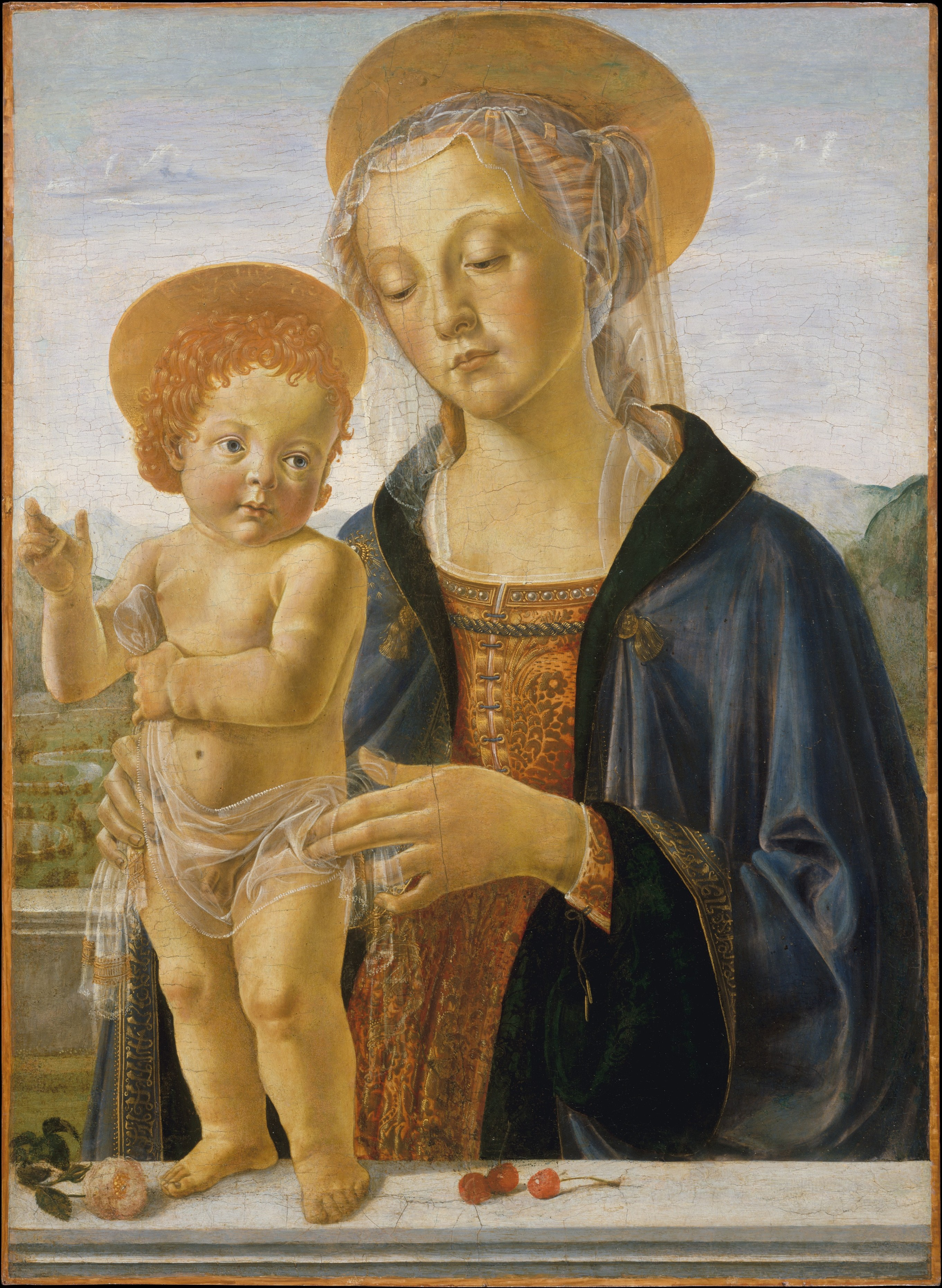
Верроккйо. «Мадонна з немовлям», бл. 1470—1475. Музей Метрополітен.

| …будь-кого, хто підійде до цього портрета після знайомства зі знаменитим портретом «Мони Лізи», мимоволі відштовхне деяка сухість ліній, дріб'язковий малюнок волосся, гладко полірована, аж лощена, поверхня. Але не потрібно забувати, що портрет «Мони Лізи» відноситься до самого зеніту творчості Леонардо, тоді як тут ми маємо перед собою майстра-початківця, наполовину ще кватрочентіста, притому сильно пов'язаного жорсткими прийомами малювання свого учителя. |

Вплив Верроккйо відчувається в блідій, незаплямованій шкірі, яка нагадує полірований мармур і надає картині схожість з ренесансним портретним бюстом. У живописному відношенні у полотні також відчувається вплив нідерландських майстрів (таких, як Мемлінг), які справили значний вплив на розвиток італійського портрета цього періоду. Завдяки проявленому художником інтересу до конкретності рис обличчя і характерності, цей портрет, на перший погляд, ще відноситься до Раннього Відродження.
Але наступ Високого Ренесансу вже відчувається завдяки гармонійності, внесеній Леонардо. В картині очевидна виразніша, порівняно з XV століттям, впорядкованість композиції, яка створює враження простору і спокою; очевидно передчуття тих прийомів художньої організації, які будуть притаманні майстрам Високого Відродження.

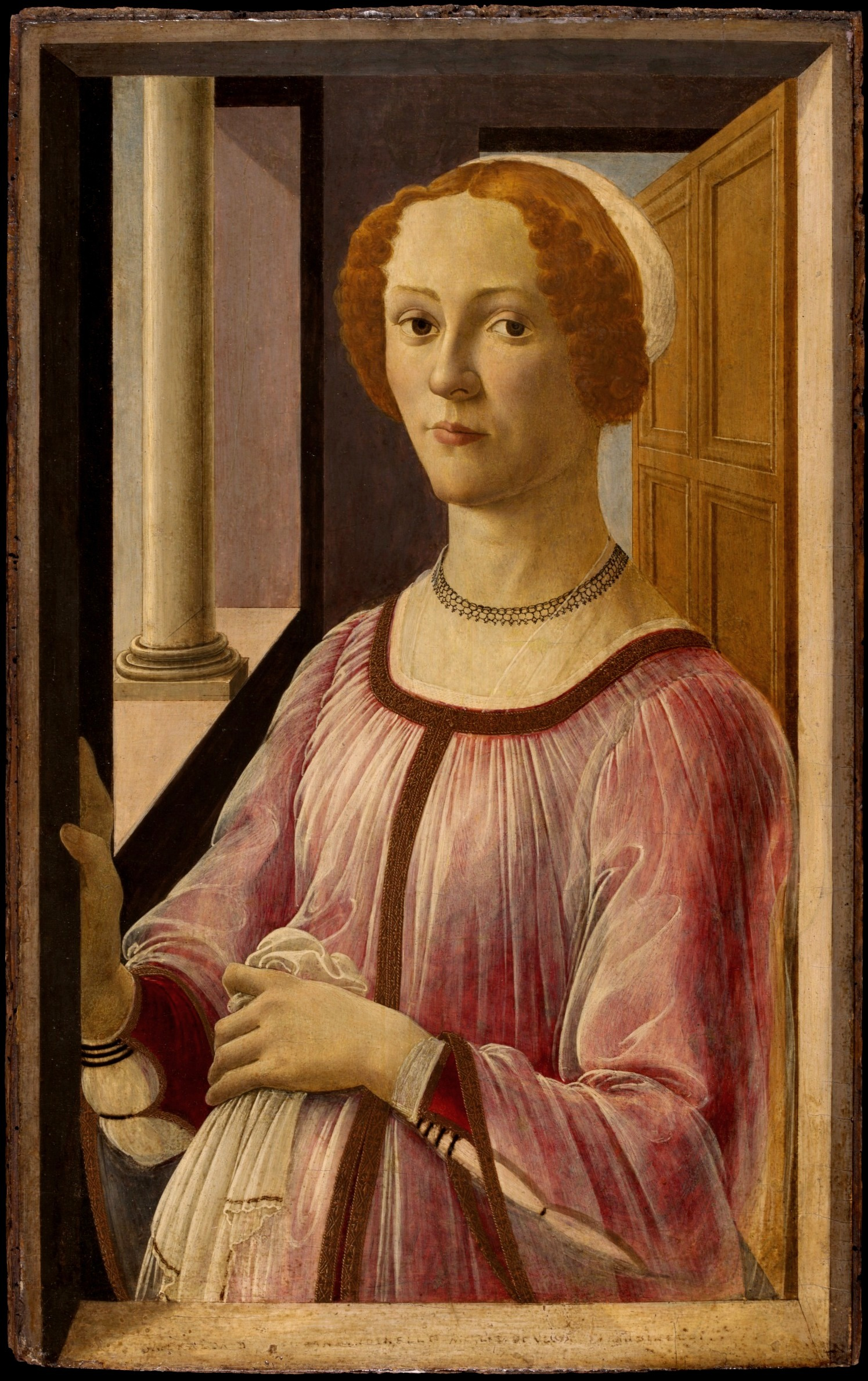
Боттічеллі. «Портрет Смеральди Брандіні», бл. 1470—1475. Музей Вікторії та Альберта. Порівняння з цим жіночим портретом, створеним в ті ж роки, демонструє, наскільки Леонардо збагатив портретний образ, помістивши його в пейзаж.

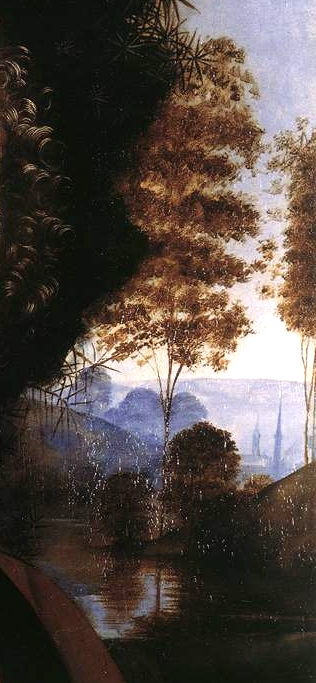
В туманній імлі сфумато видно дві башти.

Новаторство Леонардо полягає в тому, що він не тільки з великим артистизмом написав модель в три чверті і, ймовірно, по пояс (в Італії тільки почала з'являтися подібна композиція портрета), а й розмістив її серед відкритого пейзажу, коли жінок все ще писали в ретельно замкнутих приміщеннях, у власних будинках, де пейзаж можна було побачити лише через вікно (див., приміром, «Портрет Смеральди Брандіні» роботи Боттічеллі). Це — перший крок на шляху створення тієї портретної формули пейзажного фону, яка після «Мони Лізи» з його легкої руки стане стандартом для портрета Високого Відродження.
Мистецтвознавці особливо хвалять цей пейзажний фон картини, його психологічну та формальну спорідненість з портретним образом (подібна єдність була недоступною майстрам попереднього покоління): «Ці сутінки, цей заснулий ставок, ця широка, темна маса ялівцю з тонким візерунком голок по краях знаходяться в абсолютній співзвучності з духовними і фізичними рисами портрета». Як пише Гращенков, Леонардо ускладнює композицію нідерландських портретистів і майстерно комбінує ефекти освітлення, характерні одночасно і для відкритого, і для замкненого простору. Зарості за спиною моделі утворюють «напівпрозорий екран», який послаблює світло блакитного неба, а ландшафт, що видніє в глибині, оповитий легким сутінковим серпанком. На обличчя дівчини падає розсіяне, ніби кімнатне освітлення (справа і зверху), і одночасно зливається з послабленим освітленням простору вдалині. Тут намічається особливість манери Леонардо, яка пізніше отримає назву сфумато. Обриси далекого пейзажу відзеркалюються у воді розмитими тінями, пейзаж з тонкими деревцями (крони ніби тануть в повітряному тумані) вторить емоційному настрою портретного образу, який оснований на певному контрасті м'якої світлотіні і жорсткого малюнка голок ялівцю і завитків волосся.
Гращенков додає: «Хоча „Портрет Джиневри Бенчі“ й втратив важливу частину своєї композиції і грубо спотворений в пропорціях, він все ще справляє сильне враження. Це досягається не тільки новими прийомами співвідношення портретного бюста і пейзажного простору, новим трактуванням цього простору, тонко розрахованими ефектами освітлення, але і загальним емоційно-психологічним настроєм образу».

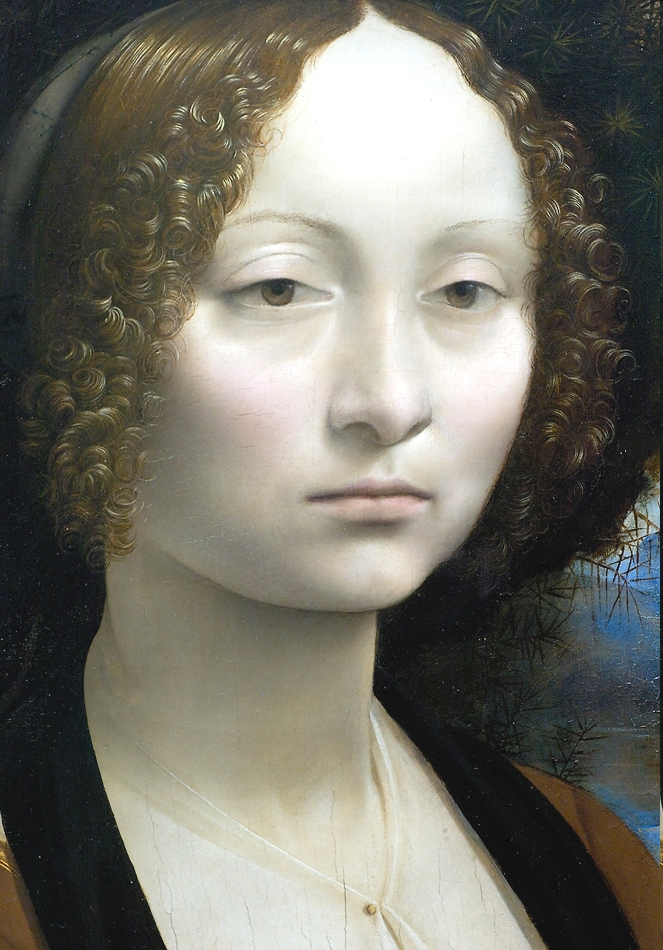
Фрагмент Портрета Джиневри де Бенчі.

До того ж, модель володіє характерними рисами обличчя, але автор картини не підкреслює їх (як зробив би майстер кватроченто), а навпаки, пом'якшує їх, типізує, узагальнює і психологічно поглиблює.
Таким чином, в картині поєднується традиційне (дещо дрібна деталізація зображення) і нове (поетична атмосфера, створена завдяки ландшафту).

### Оцінки
Портрет Джиневри Бенчі особливо відомий завдяки створюваному ним настрою спокійної зосередженості моделі: «Що особливо вражає у вашингтонському портреті — це його духовна недоступність, його інтелектуальна відособленість і загадковість (…). Причому загадковість вашингтонського портрета закладена не в емоційній, а саме в його інтелектуальній насиченості. Портрет, безумовно, холодний і в той же час хвилює своєю гострою задумливістю», — пише Віппер. У цій картині завдяки майстерності художника «далеко не ідеальна зовні модель послужила для створення досконалого в своєму роді художнього твору».
Андрій Тарковський про своє враження від цього обличчя пише: «Неможливо висловити те кінцеве враження, яке справляє на нас цей портрет. Неможливим виявляється навіть точно сказати, чи подобається нам ця жінка чи ні, симпатична вона чи неприємна. Вона і приваблює, і відштовхує. В ній є щось невимовно прекрасне і водночас відштовхуюче, ніби диявольське. Але диявольське — аж ніяк не в привабливо-романтичному сенсі. Воно просто знаходиться по той бік добра і зла. Це чарівність з негативним знаком: в ній є щось майже дегенеративне і … прекрасне».

## Модель і обставини замовлення портрета

### Атрибуція
Ця картина, що кілька століть перебувала в колекції герцогів Ліхтенштейнських, не одразу знайшла свою сьогоднішню назву, хоча спроби атрибутувати її робилися давно. В Ліхтенштейнських каталогах свого часу полотно фігурувало без згадки авторства або під досить дивною атрибуцією, наприклад, каталог 1780 приписав його пензлю Лукаса Кранаха.
Про існування якогось портрета Джиневри з роду Бенчі, написаного Леонардо да Вінчі, згадується вже в самих ранніх біографіях художника. Вазарі пише:
|  | Зробив Леонардо і портрет Джиневри ді Амеріго Бенчі, — найпрекраснішу річ. |

Ранній анонімний біограф Леонардо, знаний як Anonimo Gaddiano, також згадує про нього: «У Флоренції він написав портрет з натури Джиневри д'Амеріго Бенчі, який він закінчив з такою досконалістю, що, здавалося, це був не портрет, а сама Джиневра». Ця ідентифікація збігається зі свідченням Антоніо Біллі, яке потім повторив анонімний автор кодексу Мальябекьяно.
Ототожнення згадуваної роботи з конкретною картиною довгий час залишалося невизначеним: портрет Джиневри Бенчі дослідники Леонардо вбачали і в луврській «Прекрасній Ферроньєрі» і в інших портретних леонардесках.

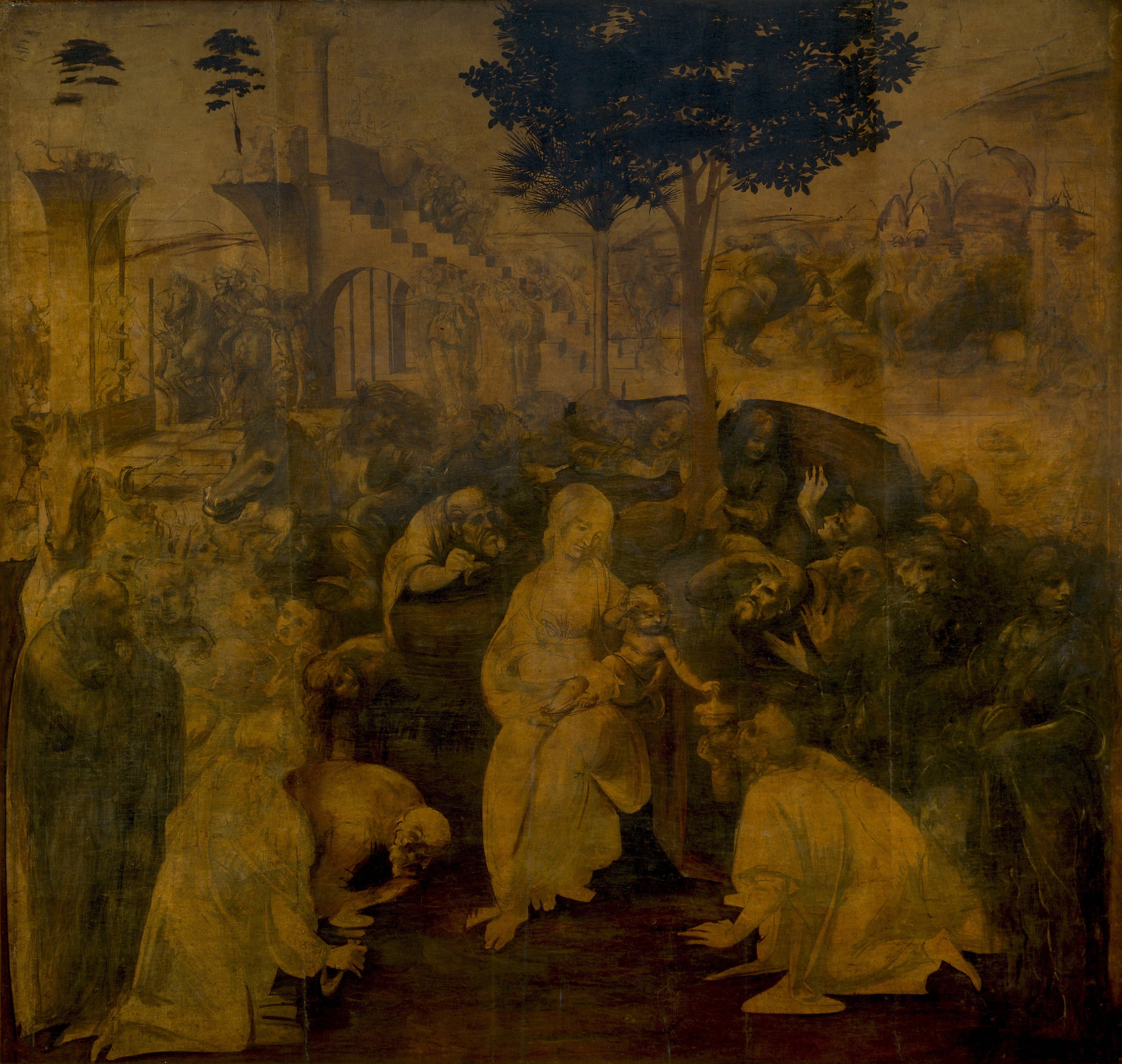
Леонардо да Вінчі. Незакінчене «Поклоніння волхвів», яке перебувало у будинку родини Джиневри.

До числа робіт Леонардо дану картину «з зображенням невідомої жінки» з віденського зібрання Ліхтенштейнів включили Вентурі, Суїда і Беренсон. Таким чином, вона потрапила до кола робіт, які могли бути зображенням, згаданим у Вазарі. Атрибуція полотна саме як зображення Джиневри стала загальноприйнятою в XX столітті на підставі висунутої гіпотези, що зображення пагонів ялівцю, символу цнотливості (італ. ginepro, джинепро) на обох сторонах роботи містять в собі натяк на ім'я «Джиневра». (Така символіка була прийнята в Ренесансі — Пізанелло, створюючи «Портрет Джиневри д'Есте», також написав кущ ялівцю; а жінок на ім'я Лаура, приміром, зображували на тлі лавра). Дану атрибуцію відстоювали Боде і слідом за ним Гільдебрандт. Сьогодні вона вважається загальноприйнятою.

### Особистість Джиневри Бенчі
Заможна родина Бенчі була тісно пов'язана з родом Медичі своєю фінансовою діяльністю і займала досить значне становище у Флоренції того часу. Батько Джиневри, Амеріго Бенчі був гуманістом, колекціонером грецьких і римських авторів, патроном і другом літераторів, філософів і художників. Він дружив зокрема, з Марсіліо Фічіно. Його батьком був Джованні Бенчі, головний управитель банку Медічі, що залишив йому величезний статок, і був одружений з Джиневрою Перуцці (на честь якої, мабуть, була названа онука); сам Амеріго також був службовцем цього банку. Як повідомляє Вазарі, Леонардо мав приятельські стосунки з Амеріго; їдучи в Мілан, він залишив в його будинку своє «Поклоніння волхвів». Її брат Джованні також був другом художника.
Архівні розвідки показали, що Джиневра Бенчі, відомий і обдарований інтелектуал свого часу, народилася в 1456 або 1457 році. Вона вступила в шлюб з овдовілим Луїджі Нікколіні 15 січня 1474 у віці 16-17 років; наречений був вдвічі старший за неї. Вона принесла йому значний посаг у 14 тис. флоринів. Луїджі Нікколіні належав до відомої флорентійської родини, яка була прибічницею Медічі (як і рід Бенчі). Подружжя дітей не мало. Луїджі став відчувати серйозні фінансові труднощі — вже в 1480 році його борги перевищили всі його статки.
Джиневра була освіченою жінкою, добре відомою у Флоренції та Римі завдяки своїй красі і чеснотам, а також інтересу до музики і поезії. Сучасники називали її зменшувальним ім'ям — La Bencina, яке було прізвиськом, утвореним від прізвища і натякало на її мініатюрну статура. Вони високо цінували її благочестя, доброчесність, красу та інтелект. Лоренцо Медічі присвятив їй два сонета (наприклад, Io son quella pecorella / che il pastor suo ha smarrito…), вона і сама писала вірші, але з її творів збереглася єдина строчка:
|  | Vi chiedo perdono; io sono una tigre di montagna. (Прошу у вас пробачення, я лише гірський тигр.) |

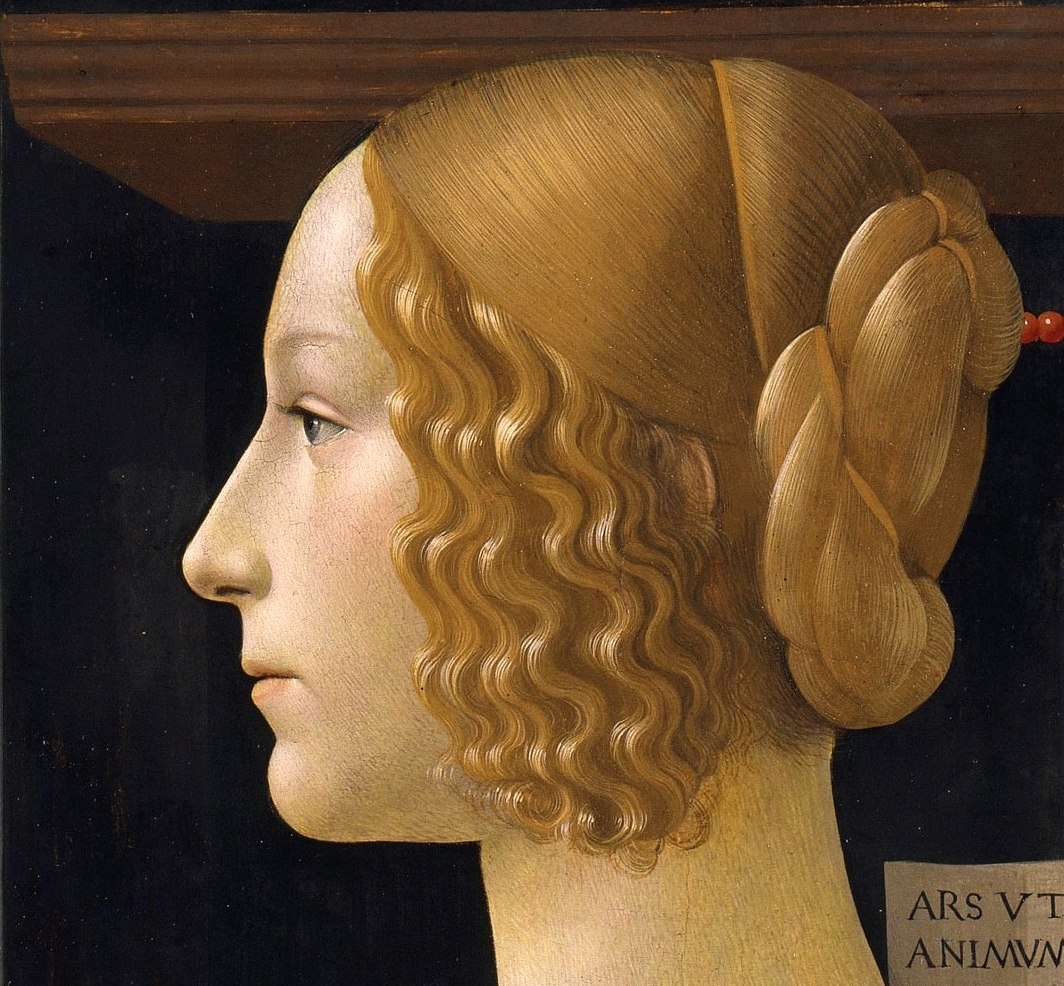
Гірляндайо. «Профільний портрет Джованни Торнабуоні», Музей Тиссена-Борнемісса, Мадрид (фрагмент). Повторення її фігури з фрески «Зустріч Марії та Єлизавети», капела Торнабуоні.

Поет Кристофоро Ландіно писав про неї, вказуючи, що руки Джиневри були не тільки прекрасними, але й вельми майстерними в роботі з голкою. Він згадує про них із захопленням двічі і стверджує, що Бембо захоплювався «руками з майстерністю Паллади». Інший поет Алессандро Браччезі, який написав про те, як зібрав і потайки відніс Бернардо Бембо фіалки, які впали з вбрання Джиневри, також вихваляє її «пальці, білі як слонова кістка».
Померла Джиневра в 1521 чи 1530 році бездітною вдовою, ймовірно від туберкульозу.
У старих дослідників, які ще не знали ідентифікації цього портрета Леонардо да Вінчі, можна зустріти згадування, що Доменіко Гірляндайо зобразив її в одній зі своїх фресок капели Торнабуоні — на підставі зауважень Вазарі; втім, тепер вважається, що Вазарі помилився, і жінка, зображена у «Зустрічі Марії та Єлизавети», — Джованна Торнабуоні.

### Обставини замовлення портрета
Обставини створення портрета є предметом наукової дискусії. Жінок в епоху Ренесансу писали звичайно з трьох приводів — у разі заручин, в разі весілля або ж у випадку смерті. Якщо портрет був весільним, то звичайно він був парним до портрета чоловіка, і жінка в такому випадку зображувалася в повороті праворуч (як у наведеному вище портреті Лоренцо ді Креді). Поширеною була точка зору, що «Портрет Джиневри Бенчі» має відношення до весілля або заручини моделі, оскільки зображений на ній ялівець тлумачили як алегорію цнотливості. Оскільки Леонардо написав дівчину зверненою обличчям в «неправильну» сторону, припускали, що портрет, найімовірніше, мав відношення не до весілля, а до заручин. Проте, у такому разі викликало здивування, що зображення, як це бувало завжди, не було наповнене демонстрацією багатого приданого нареченої — ювелірними прикрасами і сукнею з дорогоцінної парчі, що підкреслювало б статки її родини. Версія про те, що портрет був написаний з нагоди весілля або заручин Джиневри, є (при вивченні літератури XX століття) найпоширенішою, але дослідження останніх десятиліть доводять, що вона, найімовірніше, є хибною.

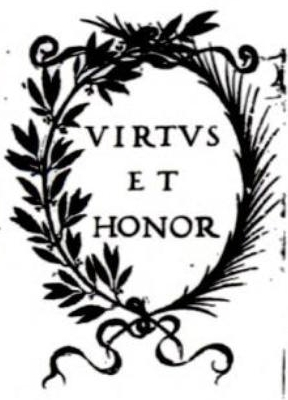
Емблема Бернардо Бембо — вінок з пальмової і лаврової гілок, всередині девіз «Доброчесність і честь».

Портрет, найвірогідніше, був замовлений венеційським послом у Флоренції Бернардо Бембо, близьким другом і платонічним шанувальником Джиневри; їхні стосунки відомі з безлічі письмових джерел. На вірність цієї версії вказує зображення на звороті картини. Написаний там вінок з пальми і лавра є персональною емблемою Бембо, яку він використовував як «екслібрис» для рукописів в своїх зібраннях, а потім при реставрації гробниці Данте, яку він замовив в 1483 році у П'єтро Ломбардо, і у низці інших місць. Але в цій картині до його емблеми з двох рослин в центрі приєднується третя — ялівець, емблема Джиневри. Таким чином, зображення на звороті портрета є сплетіння геральдичних рослин двох закоханих, що знаходиться в руслі ренесансної символіки. Більш того, якщо зараз емблема прикрашена девізом «Красу прикрашає чеснота», то раніше, як показала інфрачервона зйомка, напис промовляв Virtus et honor («Доброчесність і честь»), що є особистим девізом Бембо.
Дуже ймовірний зв'язок замовлення портрета з шанувальником Джиневри виводить цю картину з циклу «весільних» творів і робить його унікальною з точки зору замовлення пам'яткою серед жіночих флорентійських портретів цієї епохи, оскільки він виявляється не пов'язаним з подіями сімейного характеру і не замовлений членами її родини. Він є лише пам'ятником любові, причому платонічної.
Вважається, що прикладом для подібного не загальноприйнятого для тієї епохи замовлення Бернардо Бембо міг послужити легендарний портрет Лаури, замовлений Петраркою у Сімоне Мартіні і відомий з його сонетів.
Володіння подібною картиною мало дозволити Бембо, гуманісту, що належав до русла петраркістської і гуманістичної традиції, висловити свої платонічні почуття.

### Відносини Джиневри Бенчі та Бернардо Бембо
Відносини, що пов'язували Джиневру і Бембо, відомі зі згадок сучасників, а також з віршів, написаних на честь цих відносин. Сам Бембо, очевидно, не мав поетичного дару, і на його замовлення поети Кристофоро Ландіно і Алессандро Браччезі написали 10 творів латиною, що відносяться, ймовірно, до 1480 року. Роман представлений в цих віршах суто платонічним.

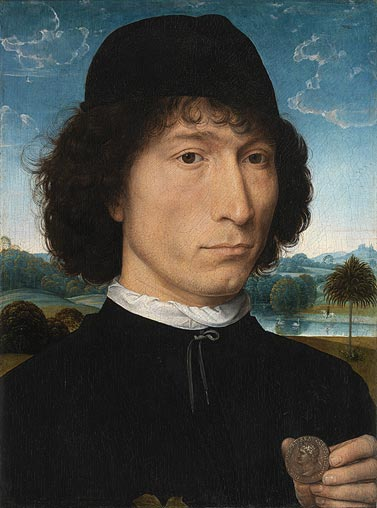
Ганс Мемлінг. «Портрет чоловіка з монетою імператора Нерона (Бернардо Бембо?)», до 1480. Королівський музей витончених мистецтв, Антверпен

Бернардо Бембо двічі був послом Венеційської республіки у Флорентійській. У перший раз він прибув до Флоренції у 1475 році, незабаром після одруження Джиневри, і швидко став її шанувальником. Вказують, ніби Джиневра розділяла його почуття, але її стримувала глибока релігійність. Судячи зі стилістичного аналізу манери Леонардо, портрет міг бути написаний або розпочатий в цей період.
Навесні 1476 року Бембо поїхав додому до Венеції, щоб через 2 роки повернутися до Флоренції і залишитися там до березня 1480 року, після чого він остаточно повернувся на батьківщину і возз'єднався з сім'єю.
Найнятий ним під час перебування у Флоренції поет Кристофоро Ландіно в своїх латинських віршах оспівує платонічного шанувальника прекрасної молодої Джіневри, говорячи про те, як їй пощастило, що вона виявилася предметом поклоніння настільки чудової людини, видного члена Венеційського сенату, сильного і красивого, водночас гідного і веселого; в іншій елегії він хвалить переваги Бембо: його розсудливість, освіченість, мудрість і успіхи на посадах в різних містах.
Ще в одній елегії він дуже проникливо описує, наскільки блідим, нервовим і з тремтячим голосом виявляється Бернардо, коли Джиневра, що втілює граціозність і скромність, сидить поруч з ним і жартує, а потім посміхається йому усмішкою, яка виявляється подібною сонцю після шторму; Ландіно також описує, як Джиневра буде страждати через його від'їзд, коли Бернардо поїде, щоб возз'єднатися вдома з дружиною та сім'єю.
Джиневра і Бернардо розлучилися не по-доброму. Сучасники свідчать, що вона була розбита його раптовим зникненням зі свого життя. Ландіно вказує, що це спонукало її заглибитися у літературну діяльність. В остаточний рік від'їзду Бембо (1480) її чоловік пише, що вона була серйозно хвора. На деякий час Джиневра обрала добровільне вигнання в сільському маєтку, про що у своєму сонеті пише Лоренцо Медічі, він порівнює її з заблукалим агнцем і згадує загальне невдоволення її відсутністю. Про подальші хоч скільки-небудь значні епізоди з її життя невідомо.

## Провенанс

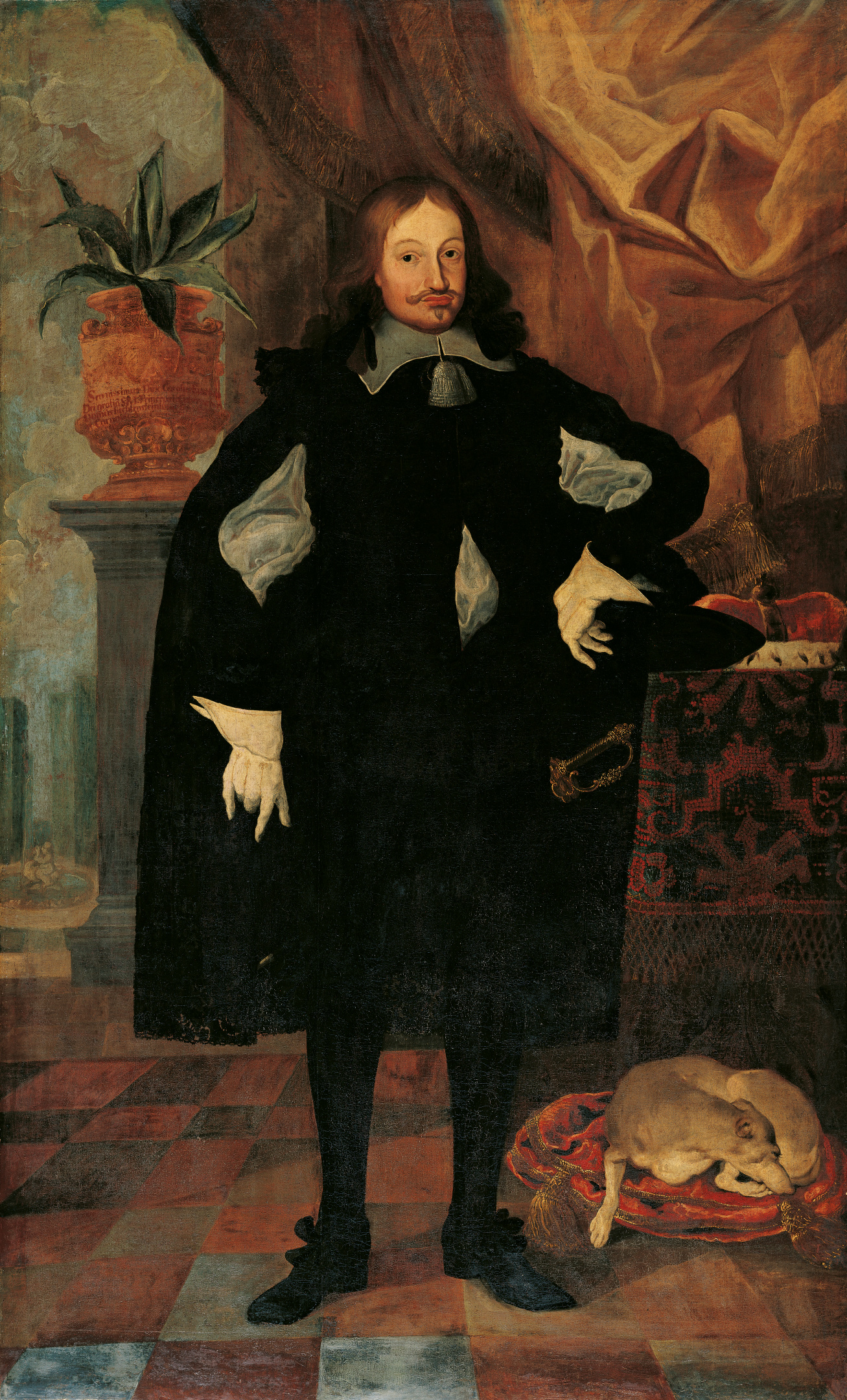
Карл Ейсебіус, засновник картинної галереї князів Ліхтенштейнів.

Портрет був написаний Леонардо у Флоренції і (на відміну від «Мони Лізи») залишився там після переїзду художника до Франції (з іншого боку, портрет якоїсь пані на ім'я Джиневра датований 1500 роком згадується в інвенторії Амбуаза, втім, це ім'я було досить поширене). Після свого створення картина на півтора століття втрачається з виду.
Учені припускають, що хоча портрет міг бути замовлений Бембо, найімовірніше, він ним не володів: наприклад, тому що у нього не було коштів його викупити, або тому що він вже поїхав з Флоренції, втративши свій інтерес до Джиневри. Якщо портрет належав Бембо, то навряд чи він захопив його додому до Венеції, оскільки в описі майна його сина П'єтро Бембо він не фігурує. Крім того, кілька років потому Ізабелла д'Есте спеціально просила Чечилію Галлерані надіслати їй свій портрет пензля Леонардо, щоб вона могла подивитися на який-небудь твір цього художника, а у неї не було б такої необхідності, якщо б інша картина Леонардо перебувала у Бембо, якого Ізабелла часто відвідувала. Найімовірніше, картина залишалася у Джиневри.
Картина, ймовірно, була у власності родини Бенчі у Флоренції в палаццо на однойменній віа Бенчі. Рід спадкоємців Джиневри згас в 1611 році: вона померла в 1520 році, залишивши своє майно улюбленому братові Джованні, який помер трьома роками пізніше, його наслідував його старший син Амеріго.
Картина могла потрапити до Ліхтенштейнів в роки Тридцятилітньої війни (з якою було пов'язане піднесення цього роду); в 1712 році або навіть раніше. Засновником галереї був князь Карл Ейсебіус (1611—1684), пристрасний колекціонер, який любив невеликі картини кабінетного формату. Червона печатка з гербом Ліхтенштейнського дому на зворотній стороні картини з'явилася в 1733 році, коли портрет уже перебував у колекції невизначений час. Відповідно до неї, картина належала до Fideikommissgalerie наступного князя, Ганса Адама (1657—1712), котрий, втім, більше полюбляв полотна бароко. Припускають, що картину міг купити Карл Ейсебіус або Ганс Адам, оскільки вони обидва багато подорожували. До моменту проставляння печатки колекція вже перейшла у власність його спадкоємця Йозефа Венцеля.
У Новий час полотно знаходилося в Ліхтенштейнській галереї у Відні. Після аншлюсу портрет був вивезений з Ліхтенштейна до Відня в замок Вадуц. Картина була придбана в 1967 році вашингтонською Національною галереєю мистецтв (Ailsa Mellon Bruce Fund) у Франца Йосифа II, можновладного князя Ліхтенштейна, який потрапив у вельми скрутне фінансове становище після війни, за рекордну на ті часи суму у 5 млн доларів США.

## У культурі
- Картина виведена у Тарковського у фільмі «Дзеркало»:

 У «Дзеркалі» нам цей портрет знадобився для того, щоб, з одного боку, знайти міру вічного у миттєвостях, що протікають перед нами, а, з іншого боку, щоб зіставити цей портрет з героїнею: підкреслити, як і в ній, так і в актрисі Тереховій цю ж саму здатність бути чарівною і відштовхуючою одночасно. 
- Героїню Гелени Бонем Картер у фільмі «Кімната з видом» її наречений порівнює з Джиневрою Бенчі, говорячи, що вона прекрасна і досконала, як витвір мистецтва. Дівчину, яка хоче жити повнокровним життям, це порівняння з музейним експонатом зачіпає і стає однією з крапель, що переповнили чашу її терпіння, після чого вона йде до іншого чоловіка.
- Малюнок рук з Віндзорського кодексу, як вважається, надихнув Ешера до створення «Рук, що малюють»[17].
- Документальний фільм Ginevra's History випустив музей Метрополітен. Текст за кадром читає Меріл Стріп.